# Jean-Michel Bellot
Jean-Michel Bellot (* 16. prosince 1953, Neuilly-sur-Seine, Hauts-de-Seine) je bývalý francouzský atlet, který se věnoval skoku o tyči.
V roce 1976 na letních olympijských hrách v kanadském Montrealu obsadil ve finále sedmé místo. O čtyři roky později reprezentoval také na letní olympiádě v Moskvě, kde skončil na pátém místě.